# Muertos sin sepultura
Muertos sin sepultura (Morts sans sépulture, en su título original) es una obra de teatro en dos actos, dividida en cuatro cuadros, del dramaturgo francés Jean-Paul Sartre, escrita en 1941. Se presentó por primera vez en el Teatro Antoine de París (dirección Simone Berriau) el 8 de noviembre de 1946.

## Argumentos
La trama de Muertos sin sepultura describe un caso de la Resistencia francesa que tuvo lugar dos años antes. Cinco guerrilleros capturados están encerrados en un desván lleno de trastes y basura de una escuela pueblerina. Abajo, en una de las aulas, les torturan a cada uno por separado para conseguir la información sobre el paradero del jefe de su destacamento. A diferencia de sus compañeros asesinados poco antes, a ellos se les dejaron algunas horas para pensar sobre las próximas torturas e inminente ejecución, para reflexionar sobre sí mismos a la luz de una muerte inevitable. Recluidos en cuatro paredes, ya no pueden ser útiles a aquellos con quienes antes pelearon codo a codo. Ellos nada tienen que esconder, ya que en realidad no saben el paradero de su jefe, y es eso lo que los verdugos quieren saber a través de las torturas.